# Bowling aux Jeux mondiaux de 2013
Navigation
Kaohsiung 2009 Wrocław 2017
Les épreuves de bowling des Jeux mondiaux de 2013 ont lieu à Cali (Colombie).

## Podiums
| Épreuves          | Or                                           | Argent                               | Bronze                                     |
| ----------------- | -------------------------------------------- | ------------------------------------ | ------------------------------------------ |
| Individuel Hommes | Finlande Osku Palermaa (en)                  | Norvège Mads Sandbækken (no)         | Corée du Sud Hwang Dong-Jun                |
| Individuel Femmes | Ukraine Daria Kovalova                       | États-Unis Kelly Kulick (en)         | Venezuela Karen Marcano (en)               |
| Double mixte      | États-Unis Kelly Kulick (en) Mike Fagan (en) | Canada Lynne Gauthier Dan MacLelland | Mexique Sandra Góngora (en) Alejandro Cruz |

## Tableau des médailles
| Rang  | Nation       | Or | Argent | Bronze | Total |
| ----- | ------------ | -- | ------ | ------ | ----- |
| 1     | États-Unis   | 1  | 1      | 0      | 2     |
| 2     | Finlande     | 1  | 0      | 0      | 1     |
| 2     | Ukraine      | 1  | 0      | 0      | 1     |
| 4     | Norvège      | 0  | 1      | 0      | 1     |
| 4     | Canada       | 0  | 1      | 0      | 1     |
| 5     | Corée du Sud | 0  | 0      | 1      | 1     |
| 5     | Venezuela    | 0  | 0      | 1      | 1     |
| 5     | Mexique      | 0  | 0      | 1      | 1     |
| TOTAL | TOTAL        | 3  | 3      | 3      | 9     |